# Балабанова, Анна Сергеевна
А́нна Серге́евна Балаба́нова (укр. Ганна Сергіївна Балабанова; род. 10 декабря 1969, Винница) — украинская спортсменка-гребец на байдарках. Бронзовый призёр летних Олимпийских игр 2004 года, бронзовый призёр чемпионата мира 2001 года, двукратная чемпионка Европы, многократная чемпионка Украины.

## Спортивная биография
В 1987 году Анна Балабанова стала чемпионкой мира среди юниоров в Белграде.
Балабанова дебютировала на летних Олимпийских играх в 1996 году. Однако ни в соревнованиях байдарок-двоек, ни в соревнованиях байдарок-четвёрок украинская спортсменка не смогла преодолеть первый раунд.
Летние Олимпийские игры 2000 года сложились для Балабановой более удачно. В соревнованиях байдарок-четвёрок украинская сборная смогла пробиться в финал, где заняла 5-е место. В соревнованиях байдарок-двоек украинский экипаж выбыл в полуфинальном заезде.
На летних Олимпийских играх 2004 года в Афинах Анна Балабанова приняла участие только в соревнованиях байдарок-четвёрок. Украинский экипаж уверенно пробился в финальный заплыв, где занял третье место, уступив лишь командам из Германии и Венгрии.
Бронзовая призерка чемпионата Европы 2004 г. Познань (Польша) К-4 500м.